# Munitionsdepot Soldatskoje
Das Munitionsdepot Soldatskoje ist ein russisches Munitionslager nahe dem Dorf Soldatskoje 26 km nördlich von  Ostrogoschsk, Oblast Woronesch. Es wurde am 24. August 2024 angegriffen. Es kam zu Detonationen. Nach ukrainischen Angaben beherbergte es zu diesem Zeitpunkt 5000 Tonnen Munition.